# Хокеј на леду на Зимским олимпијским играма 2014.
Хокеј на леду је био део програма Зимских олимпијских игара 2014. које су одржане у руском граду Сочију. Био је то укупно 23. пут да је хокеј не леду био делом олимпијског програма. Олимпијски хокејашки турнир се одржавао у периоду од 8. до 23. фебруара 2014. у дворанама Бољшој арена (капацитета 12.000 места) и Шајба арена (капацитета 7.000 места) у Сочију.
На турниру је учествовало укупно 20 репрезентација, 12 у мушкој и 8 у женској конкуренцији, односно укупно 468 хокејаша (од тог броја 168 су биле жене). Репрезентација Канаде одбраниле је титуле у обе конкуренције освојене 4 године раније у Ванкуверу. Медаље су освојиле још и селекције Шведске и Финске у мушкој и Сједињених Држава и Швајцарске у женској конкуренцији. За најкориснијег играча мушког дела турнира проглашен је крилни играч селекције Финске Тему Селене, док је за најкориснију играчицу проглашена голманица селекције Швајцарске Флоренс Шелинг.

## Освајачи медаља
| Дисциплине | Злато  | Сребро           | Бронза     |  |  |  |
|            |        |                  |            |  |  |  |
| Мушкарци   | Канада | Шведска          | Финска     |  |  |  |
| Жене       | Канада | Сједињене Државе | Швајцарска |  |  |  |

## Ледене дворане
Утакмице хокејашког олимпијског турнира одржавале су се у Бољшој арени капацитета 12.000 седећих места и Шајба арени капацитета 7.000 места. Димензије клизалишта у обе дворане (60х30 метара) биле су у складу са правилима Међународне хокејашке федерације (ИИХФ).
Утакмице женског дела турнира игране су у Шајба арени, док су једино мечеви за медаље играни у Бољшој арени, док је већина утакмица мушког турнира играна у већој дворани (у Шајба арени је одиграно свега 7 утакмица мушког турнира)..
| Ледена дворана Бољшој Капацитет: 12.000 места | Шајба арена Капацитет: 7.000 места |
| --------------------------------------------- | ---------------------------------- |
|                                               |                                    |

## Сатница такмичења
| Мушкарци |    |    |    |    | ГФ | ГФ | ГФ | ГФ  | ГФ |     | Б1/4 | 1/4 |       | 1/2 | БМ | Ф | 1 |
| Жене     | ГФ | ГФ | ГФ | ГФ | ГФ | ГФ |    | 1/4 |    | 1/2 |      |     | БМ, Ф |     |    |   | 1 |

|  | Групна фаза |  | Б1/4 - барађ за четвртфинале |  | Четврфинале |  | Полуфинале |  | Финале и меч за бронзу |

## Мушки турнир
У мушком делу турнира учествовало је укупно 12 репрезентација са максимално 25 играча у тиму (укупно 300 хокејаша). Директан пласман на олимпијску турнир у Сочију обезбедило је 9 најбоље пласираних хокејашких репрезентација на ранг листи ИИХФ-а формираној након Светског првенства 2012. године, док су преостала 3 места попуњена кроз квалификације у којима су учествовале укупно 24 репрезентације.
| Директни учесници - #1 Канада - #2 Русија - #3 Чешка - #4 Шведска - #5 Финска | Директни учесници - #6 САД - #7 Словачка - #8 Швајцарска - #9 Норвешка | Квалификанти - Аустрија - Летонија - Словенија |

Турнир је одржан по истом систему као и на ЗОИ 2010. у Ванкуверу. У основној фази екипе су подељене у 3 групе са по 4 тима, а играло се по систему свако са сваким. Три победника сваке од група и најбољерангирана другопласирана селекција обезбедиле су директан пласман у четврфинале турнира, док је преосталих 8 репрезентација разигравало за четврфинале по елиминационом систему. Даље се играло по елиминационом систему све до утакмица за медаље.
Одиграно је укупно 30 утакмица и постигнут је 141 гол, или 4,7 голова по утакмици. Златну медаљу освојила је репрезентација Канаде која је једина такмичење завршила са максималним учинком од 6 победа у 6 одиграних утакмица. Канађани су у финалном мечу са убедљивих 3:0 победили селекцију Шведске. Бронзану медаљу освојила је селекција Финске захваљујући победи над Сједињеним Државама од 5:0. За најкориснијег играча турнира проглашено је десно крило репрезентације Финске Тему Селене који је у моменту одигравања утакмице за треће место имао 43 године и 234 дана чиме је постао најстаријим освајачем олимпијске медаље у хокеју на леду. Селане је такође оборио и олимпијски рекорд по броју освојених поена на олимпијским турнирима са укупно 43 индексна поена. Биле су му то укупно 6. олимпијске игре у каријери. За најбољег нападача турнира проглашен је Американац Фил Кесел, најбољи одбрамбени играч је Ерик Карлсон из Шведске, док је за најбољег голмана пороглашен Канађанин Кери Прајс.
Центар репрезентације Летоније Виталиј Павлов био је позитиван на допинг тесту на забрањени стимуланс метилхексанамин и аутоматски је избачен са олимпијског турнира.
Шведски играч Никлас Бекстрем такође је био позитиван на забрањену супстанцу псеудоефедрин због чега је пропустио наступ у финалној утакмици. Иако је и Б узорак био позитиван и показивао недозвољене концентрације поменуте супстанце, истрага коју је међународна антидопинг агенција окончала у августу 2014. није доказала да је играч намерно узимао недозвољена средства, већ да их је унео случајно кроз лек против алергије Лоратадин. Бекстрем је накнадно уручена сребрна медаља..
|                 | Злато | Сребро | Бронза |  |  |  |
|                 | | | |  |  |  |
| Освајачи медаља | Канада · Џејми Бен · Патрис Бержерон · Џеј Боумистер · Џеф Картер · Сидни Крозби · Дру Даути · Мет Душен · Рајан Гецлаф · Ден Хемјус · Данкан Кит · Крис Куниц · Роберто Луонго · Патрик Марло · Рик Неш · Кори Пери · Алекс Пјетранџело · Кери Прајс · Патрик Шарп · Мајк Смит · Мартан Сан Луи · Пернел Карл Субан · Џон Таварес · Џонатан Тејвз · Марк Едуард Влашић · Ши Вебер | Шведска · Данијел Алфредсон · Никлас Бекстрем · Патрик Берглунд · Александар Едлер · Оливер Екман-Ларсон · Јонас Енрот · Јими Ериксон · Јонатан Ериксон · Луи Ерискон · Јонас Густавсон · Карл Хагелин · Никлас Јалмарсон · Маркус Јохансон · Ерик Карлсон · Никлас Кронвал · Маркус Кригер · Габријел Ландеског · Хенрик Лундквист · Густав Никвист · Џони Одуја · Данијел Седин · Јакоб Силфверберг · Александар Стин · Хенрик Талиндер · Хенрик Зетерберг | Финска · Јухамати Алтонен · Александар Барков · Микаел Гранлунд · Јусо Хијетанен · Јарко Имонен · Јуси Јокинен · Оли Јокинен · Лео Комаров · Сами Леписте · Петри Контиола · Лаури Корпикоски · Ласе Куконен · Јори Лехтере · Кари Лехтонен · Оли Мете · Анти Ниеми · Анти Пилстрем · Тука Раск · Туомо Руту · Сакари Сулминен · Сами Сало · Тему Селене · Кимо Тимонен · Оси Вененен · Сами Ватанен |  |  |  |

## Женски турнир
У женском делу турнира учествовало је укупно 8 репрезентација са максимално 21 играчицом у тиму (максимално 168 хокејашица). Директан пласман на олимпијски турнир у Сочију обезбедило је уз домаћина и 5 најбоље пласираних хокејашких репрезентација на ранг листи ИИХФ-а формираној након Светског првенства 2012. године, док су преостала 2 места попуњена кроз квалификације у којима су учествовало укупно 20 репрезентација..
| Директни учесници - #1 Канада - #2 САД - #3 Швајцарска | Директни учесници - #4 Финска - #5 Шведска - Русија (домаћин) | Квалификанти - Немачка - Јапан |

У првом делу екипе су биле подељене у две групе са по 4 тима. Групе су формиране на основу пласмана на ИИХФ ранг листи, тако да су се у групи А налазиле 4 најбоље пласиране селекције, а у групи Б преостала 4 тима. У групној фази играло се по систему свако са сваким. Две најбоље пласиране селекције из групе А обезбедиле су директан пласман у полуфинале, док су трећепласирани и четвртопласирани тим из групе А разигравали у четврфиналу са две првопласиране екипе из групе Б за преостала два места у полуфиналу. Две последње пласиране селекције из групе Б су разигравале са пораженим из четвртфинала за пласман од 5. до 8. места.
Одигране су укупно 22 утакмице, постигнуто је укупно 106 голова или у просеку 4,8 голова по утакмици. Златну медаљу поново је, по четврти пут у низу освојила селекција Канаде која је у финалном мечу савладала селекцију Сједињених Држава са 3:2. Швајцарска је са 4:3 победила селекцију Шведске и освојила бронзану медаљу. Била је то и прва олимпијска медаља у историји женског хокеја за Швајцарску, и уопште прва медаља након 66 година (још од ЗОИ 1948). За најкориснију играчицу турнира изабрана је голманица швајцарског тима Флоренс Шелинг која је уједно проглашена и за најбољег голмана. Индивидуална признања припала су још и Финкињама Јени Хирикоски за најбољу одбрамбену и Михеле Карвинен као најбољу играчицу у нападу.
|                 | Злато | Сребро | Бронза |  |  |  |
|                 | | | |  |  |  |
| Освајачи медаља | Канада · Меган Агоста Марчано · Џилијен Епс · Мелоди Дауст · Лора Фортино · Џејна Хефорд · Хејли Ирвин · Бријана Џенер · Ребека Џонстон · Шарлин Лабон · Женевијев Лакас · Жослин Ларок · Меган Микелсон · Каролин Уелет · Мари Филип Пулен · Лорин Ружо · Натали Спунер · Шенон Сабадош · Џен Вејкфилд · Кетрин Вард · Тара Вочхорн · Хејли Викенхајзер | САД · Кејси Белами · Меган Бозек · Александра Карпентер · Џули Чу · Кендал Којн · Бријана Декер · Меган Дуган · Линдзи Фрај · Аманда Кесел · Хилари Најт · Жослин Ламуро · Моник Ламуро Колс · Жизел Марвин · Брајана Маклафлин · Мишел Пикард · Жозефин Пуки · Моли Шаус · Ен Шлепер · Кели Стак · Ли Стеклејн · Џеси Ветер | Швајцарска · Јанине Алдер · Ливија Алтман · Софи Антаматен · Лаура Бенц · Сара Бенц · Никол Було · Роми Егиман · Сара Форстер · Ангела Фрауши · Џесика Луц · Џулија Марти · Стефани Марти · Алина Милер · Катрин Набхолц · Евелина Расели · Флоренс Шелинг · Лара Шталдер · Фебе Станц · Ања Штифел · Нина Вајдахер |  |  |  |

## Биланс медаља
| Пласман | Екипа                     | Злато | Сребро | Бронза | Укупно |
| 1       | Канада                    | 2     | 0      | 0      | 2      |
| 2       | Сједињене Америчке Државе | 0     | 1      | 0      | 1      |
| 2       | Шведска                   | 0     | 1      | 0      | 1      |
| 3       | Финска                    | 0     | 0      | 1      | 1      |
| 3       | Швајцарска                | 0     | 0      | 1      | 1      |
|         | Укупно: 5 земаља          | 2     | 2      | 2      | 6      |